# حاتم الحمهامی
حاتم الحمهامی (عربی: حاتم خميس جمال الحمهامي؛ زادهٔ ۲۲ آوریل ۱۹۹۴) بازیکن فوتبال اهل عمان است.
از باشگاه‌هایی که در آن بازی کرده‌است می‌توان به باشگاه السویق و باشگاه فوتبال النهده عمان اشاره کرد.
وی همچنین در تیم‌های ملی فوتبال زیر ۲۳ سال عمان و عمان بازی کرده‌است.